# 1920 год в музыке

## События
- 19 января — возрождение Зальцбургского фестиваля.
- 4 декабря — премьера оперы Die tote Stadt, автором которой является 23-летний Эрих Вольфганг Корнгольд. Позднее стало известно, что либреттист Пауль Шотт — это отец Корнгольда, Юлиус Корнгольд.
- Первые блюзовые записи Мэми Смит стали хитами, приведя в готовность звукозаписывающие компании на афроамериканском рынке.
- Харти Хамильтон назначается главным дирижёром Оркестра Халле.
- Анри Соге сформировал Groupe des Trois («Тройку») вместе с Louis Emié и Jean-Marcel Lizotte.
- Оркестр Консертгебау открывает фестиваль Малера.
- Габриэль Форе уходит на пенсию из Парижской консерватории.

## Выпущенные альбомы
- Стюарт Макферсон — «Мелодия и гармония».

## Премьеры песен

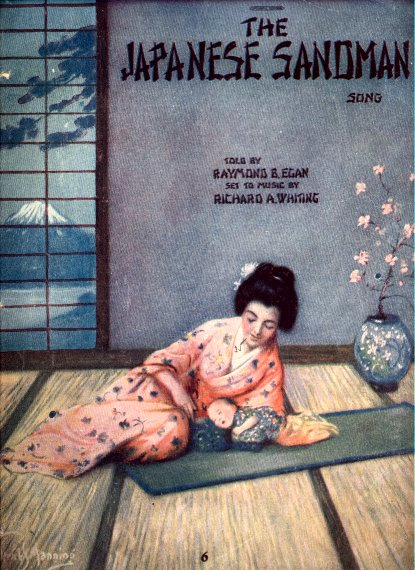
The Japanese Sandman

- «After You Get What You Want, You Don’t Want It» / «После того, как вы получите то, что хотите, вы этого не захотите» — сл. и. муз. Берлина Ирвинга.
- "All She’d Say Was «Umh Hum» — сл. и. муз. Кинга Зэни, Мака Эмери, Гуса Вана & Джои Шенка.
- «All The Boys Love Mary» — сл. и. муз. Гуса Вана & Джои Шенка.
- «Aunt Hagar’s Blues» — сл. и. муз. У. С. Хэнди.
- «Avalon» — сл. и. муз. Б. Дж. ДеСильвы, Эла Джолсона и Винсента Роуза.
- «Blue Jeans» — сл. Гарри Д. Керра, муз. Луи Травеллера.
- «Bright Eyes» / «Яркие глаза» — сл. Гарри Б. Смит, муз. Отто Мотсана и M. K. Джэрома.
- «Broadway Rose» / «Бродвейская роза» — сл. Огина Уэста, муз. Мартина Фрайда и Отиса Спэнсера.
- «Chanson» — муз. Рудольфа Фримля.
- «Chili Bean» — сл. Льва Брауна, муз. Альберта фон Тильзера.
- «Crazy Blues» — сл. и муз. Перси Брэдфорда.
- «The Cuckoo Waltz» / «Вальс с кукушкой» — сл. Артура Кингсли, муз. Дж. И. Йонассона.
- «Daddy, You’ve Been A Mother To Me» / «Папа, ты был для меня мамой» — сл. и. муз. Фрэда Фишера.
- «Do You Ever Think Of Me?» / «Вы когда-нибудь думали обо мне?» — сл. Джона Купера и Харри Д. Керра, муз. Ирла Бётнетта.
- «Down By The O-HI-O (I’ve Got The Sweetest Little O, My! O!)» — сл. Джека Йеллена, муз. Эйба Олмэна.
- «Feather Your Nest» — сл. и. муз. Джеймса Кэндиса, Джэймса Брокмэна и Ховарда Джонсона.
- «The Gipsy Warned Me» / «Цыган предупредил меня» — сл. и. муз. Р. П. Уэстона и Бэрта Ли.
- «Great Camp Meeting Day» — сл. Нобл Сайзла.
- «He Went In Like A Lion (And Came Out Like A Lamb)» — сл. Эндрю Б. Стерлинга, муз. Гарри вон Тильзера.
- «Home Again Blues» — сл. и. муз. Гарри Экста и Берлина Ирвинга.
- «I Belong To Glasgow» / «Я принадлежу Глазго» — сл. и. муз. Уилла Файфа.
- «I Never Knew I Could Love Anybody Like I’m Loving You» — сл. и. муз. Тома Питтса, Раймонда Б. Эгана и Роя Марша.
- «I Used To Love You, But It’s All Over Now» — сл. Льва Брауна, муз. Альберта фон Тильзера.
- «I’d Love To Fall Asleep And Wake Up In My Mammy’s Arms» / «Я хотел бы заснуть и проснуться на руках моей мамы» — сл. Сэма M. Льюиса и Джоя Йанга, муз. Фрэда И. Олерта.
- «I’ll Be With You In Apple Blossom Time» — сл. Нэвилля Флизона, муз. Альберта фон Тильзера.
- «I’ll See You In C-U-B-A» — сл. и муз. Берлина Ирвинга.
- «I’m a lonesome little raindrop» / «Я одинокая маленькая капля дождя» — исп. Фрэнк Крамит.
- «In A Persian Market» / «На персидском рынке» — муз. Альберта Уилльяма Кетелбей.
- «The Japanese Sandman» — сл. Раймонда Б. Эгана, муз. Ричарда A. Уайтинга.
- «Jellybean» — сл. и. муз. Джимми Дюрпа, Сэма Роузена и Джои Вергеса.

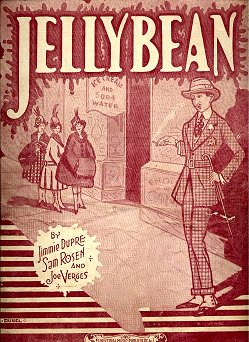
Jellybean

- «Kalua» / «Второй» — сл. Анне Колдуэлл, муз. Джэрома Керна.
- «Left All Alone Again Blues» — сл. Анне Колдуэлл., муз. Джэрома Керна.
- «Little Town In The Ould County Down» / «Маленький городок в округе Оулд Даун» — сл. Ричарда Паско, муз. Монте Карло и Альма Саундрес.
- «Look for the Silver Lining» — сл. Б. Дж. ДеСильва, муз. Джэрома Керна.
- «The Love Boat» / «Лодка любви» — сл. и. муз. Джена Бака.
- «Love Nest» — сл. Отто Харбака, муз. Луиса A. Хёрш.
- «Margie» — сл. Бэнни Дэвис, муз. Кона Конрада & Дж. Рассела Робинсона.
- «Mary» — сл. Отто Харбака, муз. Луиса A. Хёрш.
- «My Little Bimbo Down On A Bamboo Isle» — сл. Гранта Кларка и Уолтера Дональдсона.
- «My Mammy» / «Моя мамочка» — сл. Сэма M. Люиса & Джоя Янга, муз. Уолтера Дональдсона.
- «My Man» — сл. (Англ.) Ченнинга Поллока, (Франц.) Альберта Уилльметца и Жако Шарле, муз. Мариса Ивейн.
- «O’er The Hills To Ardentinny» — сл. и муз. Харри Лаудера.
- «Old Pal Why Don’t You Answer Me» / «Старый приятель, почему ты не отвечаешь мне» — сл. Сэма M. Люиса и Джоя Янга, муз. M. K. Жерома.
- «Pale Moon» / «Бледная Луна» — сл. Джесси Глик, муз. Фредерика Найта Логан.
- «Palesteena» — сл. и. муз. Кона Конрада и Дж. Рассела Робинсона.
- «Polly» — сл. Лео Вуда, муз. Джека Ричмонда.
- «Pretty Kitty Kelly» / «Красотка Китти Келли» — сл. Гарри Писа, муз. Эда Дж. Нельсона.
- «Rose Of Washington Square» — сл. Балларда МакДональда, муз. Джеймса Ф. Ханли.
- «San» — сл. и муз. Линдси МакФейл и Уольтера Мичелза.
- «So Long, Oo Long» — сл. Берта Кальмара, муз. Гарри Раби.
- «Tell Me Little Gypsy» / «Скажи мне, маленькая цыганка» — сл. и муз. Берлина Ирвинга.
- «That Old Irish Mother Of Mine» / «Моя старая ирландская мать» — сл. Уилльяма Жерома, муз. Гарри фон Тильзера.
- «La Veeda» — сл. Нэта Винсента, муз. Джона Альдена.
- «Wang Wang Blues» — сл. Лео Вуда, муз. Гуса Мюллера, Бастера Джонсона & Генри Бузза.
- «When My Baby Smiles At Me» / «Когда мой ребёнок улыбается мне» — сл. Эндрю Б. Стерлинга, муз. Билли Мунро.
- «Where Do They Go When They Row, Row, Row?» — сл. Берта Кальмара и Георга Джессела, муз. Гарри Раби.
- «Whispering» — сл. Мальвина Шенбергера, муз. Джона Шенбергера.
- «White Army, Black Baron» — сл. Павла Григорьева, муз. Самуила Покрасса.
- «Whose Baby Are You?» / «Чей ты ребёнок?» — сл. Анне Колдвелл, муз. Джерома Керна.
- «Wild Rose» / «Дикая роза» — сл. Клиффорда Грея, муз. Джерома Керна.
- «A Young Man’s Fancy» / «Причуда молодого человека» — сл. Джона Мюррея Андерсона и Джека Йеллена, муз. Милтона Эйджера.

## Хиты
- «Crazy Blues» / «Безумный блюз» Мэми Смит.
- «Dardanella» Оркестра Бена Сельвина.
- «I've Got My Captain Working for Me Now» / «Мой капитан работает теперь на меня» Эла Джолсона.
- «Love Nest» / «Гнездо любви» Джона Стила.
- «Whispering» Оркестра Пауля Уайтмена.
- «Красная армия всех сильней» (муз. С. Покрасс, сл. П. Григорьев)
- «Марш Будённого» (Мы — красные кавалеристы) (муз. бр. Покрасс, сл. А. Д’Актиль)

## Академическая музыка
- Гренвилл Банток — Аравийские Ночи.
- Бела Барток — Импровизации на венгерские крестьянские песни.
- Арнольд Бакс — Фантазия для альта с оркестром.
- Артур Блисс — Буря, увертюра и перерывы; Концерт для Фортепьяно, голоса тенора, последовательностей и удара; Бегство (для сопрано и камерного оркестра).
- Эрнст Блох — Соната для скрипки № 1.
- Феруччо Бузони — Сонатина Фортепьяно № 6 (Фантазия da камера супер Кармен), Дивертисмент для флейты и оркестра.
- Карлос Чавес — Симфония, Соната Фортепьяно № 1.
- Фредерик Делиус— Хассан.
- Габриэль Форе — Театры масок и Bergamasques.
- Юхан Хальворсен — Норвежская Рапсодия № 2.
- Густав Холст — симфонический цикл «Планеты».
- Артюр Онеггер — Ансамбль Гимн для десяти струнных, Соната для виолончели и фортепиано d-moll, Соната для альта и фортепиано, Сонатина для двух скрипок G-dur, Сарабанда для фортепиано, Семь коротких пьес для фортепиано.
- Михаил Ипполитов-Иванов — Эпизод из жизни Шуберта, op. 61.
- Леош Яначек — симфоническое поэма «Баллада о Бланнике».
- Дариус Мийо — Баллада (для фортепьяно и оркестра).
- Франсис Пуленк — Фортепианная сюита.
- Сергей Прокофьев — Пять Песен без Слов (для вокала и фортепьяно)
- Морис Равель — Вальс; соната для скрипки и фортепиано.
- Эрик Сати — Эксцентричная красотка.
- Дмитрий Шостакович — 5 прелюдий для фортепиано.
- Игорь Стравинский — Пульчинелла (балет), Концертино для струнного квартета, симфонии для духовых инструментов.
- Ральф Воан-Уилльямс — Масса в Соль миноре, Лондонская симфония.

## Опера
- Венсан д’Энди — Легенда о Св. Кристопере
- Клеменс Фрайхерр фон Франкенштайн — Li-Tai-Pe
- Генри Хэдли — Ночь Клеопатры
- Леош Яначек — Экскурсии г-на Брусека на Луне и в 15-м столетии
- Эрих Корнгольд — Мёртвый Город
- Руджеро Леонкавалло — Царь Эдип
- Майкл Типпетт — Сад Узла
- Хесус Гуриди — Амайя

## Родились

### Январь
- 1 января — Эрнст Хинрайнер (ум. 1999) — австрийский дирижёр
- 3 января — Ренато Карозоне (ум. 2001) — итальянский певец, пианист, композитор и дирижёр
- 5 января — Артуро Бенедетти Микеланджели (ум. 1995) — итальянский пианист
- 8 января — Эбби Саймон (ум. 2019) — американский пианист
- 27 января — Хельмут Захариас (ум. 2002) — немецкий скрипач и композитор

### Февраль
- 13 февраля — Будло Брайант (ум. 1987) — американский автор песен
- 15 февраля — Куляш Сакиева (ум. 2019) — советская и казахстанская актриса и певица

### Март
- 3 марта — Юбер Жиро (ум. 2016) — французский композитор и поэт
- 4 марта — Виктор Сальви[англ.] (ум. 2015) — американский и итальянский арфист и изготовитель арф
- 14 марта — Яра Бернетте (ум. 2002) — бразильская пианистка и музыкальный педагог
- 16 марта — Герхард Вольгемут (ум. 2001) — немецкий композитор и музыковед
- 22 марта — Фанни Уотермен (ум. 2020) — британская пианистка и музыкальный педагог
- 27 марта — Анджело Ло Форезе (ум. 2020) — итальянский оперный певец (тенор)

### Апрель
- 14 апреля — Айвор Гест (ум. 2018) — британский историк и писатель, специалист в области истории балета
- 26 апреля — Паду дель Карибе (ум. 2019) — арубанский музыкант, певец и художник, автор слов гимна Арубы

### Май
- 1 мая — Мая Кулиева (ум. 2018) — советская и туркменская оперная певица (сопрано) и актриса
- 3 мая
  - Анатолий Ведерников (ум. 1993) — советский и российский пианист и музыкальный педагог
  - Джон Льюис (ум. 2001) — американский джазовый пианист и композитор, музыкальный руководитель группы Modern Jazz Quartet
- 9 мая — Олег Бошнякович (ум. 2006) — советский и российский пианист и педагог
- 10 мая — Лили Иашвили (ум. 1983) — грузинский композитор и педагог
- 12 мая — Тайни Мур[англ.] (ум. 1987) — американский музыкант, мандолинист и скрипач группы Bob Wills and His Texas Playboys
- 24 мая — Виктор Райчев (ум. 1999) — болгарский композитор и дирижёр
- 26 мая — Пегги Ли (ум. 2002) — американская джазовая певица, автор песен и актриса

### Июнь
- 4 июня — Федора Барбьери (ум. 2003) — итальянская оперная певица (драматическое меццо-сопрано)
- 14 июня — Георгий Лапчинский (ум. 2000) — советский и российский музыковед и музыкальный педагог
- 20 июня — Дэнни Седрон[англ.] (ум. 1954) — американский музыкант, гитарист группы Bill Haley & His Comets

### Июль
- 7 июля — Энвер Бакиров (ум. 2001) — советский и российский композитор
- 19 июля — Роберт Манн (ум. 2018) — американский скрипач, композитор, дирижёр и музыкальный педагог
- 21 июля — Айзек Стерн (ум. 2001) — американский скрипач еврейского происхождения
- 23 июля — Амалия Родригеш (ум. 1999) — португальская певица
- 26 июля — Уолтер Уильям Лэрд (ум. 2002) — британский танцор

### Август
- 3 августа — Мария Карнилова (ум. 2001) — американская актриса и танцовщица
- 17 августа — Морин О’Хара (ум. 2015) — ирландская и американская актриса и певица
- 27 августа — Александр Огнивцев (ум. 1981) — советский российский оперный певец (бас)
- 29 августа — Чарли Паркер (ум. 1955) — американский джазовый саксофонист и композитор

### Сентябрь
- 3 сентября — Евгения Фарманянц (ум. 2016) — советская артистка балета и педагог
- 5 сентября — Питер Расин Фрикер (ум. 1990) — британский композитор и педагог
- 19 сентября — Александр Локшин (ум. 1987) — советский композитор
- 23 сентября — Александр Арутюнян (ум. 2012) — армянский советский композитор, пианист и педагог
- 30 сентября — Лазарь Сарьян (ум. 1998) — советский и армянский композитор и музыкальный педагог

### Октябрь
- 4 октября — Фёдор Васильев (ум. 2000) — советский и российский композитор и музыкальный педагог
- 23 октября — Евгений Чанга (ум. 1999) — советский и латвийский артист балета и балетмейстер
- 27 октября — Нанетт Фабрей (ум. 2018) — американская актриса, певица и танцовщица

### Ноябрь
- 21 ноября — Ян Френкель (ум. 1989) — советский композитор-песенник, певец, скрипач, гитарист и пианист

### Декабрь
- 6 декабря — Дейв Брубек (ум. 2012) — американский джазовый композитор, аранжировщик и пианист
- 14 декабря — Кларк Терри (ум. 2015) — американский джазовый трубач и композитор
- 19 декабря — Литтл Джимми Диккенс (ум. 2015) — американский кантри-певец, гитарист и автор песен
- 21 декабря — Алисия Алонсо (ум. 2019) — кубинская балерина, хореограф и педагог
- 30 декабря — Дагмар Белла (ум. 1999) — австрийская пианистка
- 31 декабря — Рекс Аллен (ум. 1999) — американский актёр, певец и композитор

## Скончались

### Январь
- 8 января — Мод Пауэлл[англ.] (52) — американская скрипачка
- 16 января — Реджинальд Де Ковен[англ.] (60) — американский музыкальный критик и композитор
- 18 января — Джованни Капурро (60) — итальянский поэт, автор текста песни ’O sole mio
- 21 января — Джон Генри Маундер[англ.] (61) — британский композитор и органист
- 24 января — Перси Френч[англ.] (65) — ирландский автор песен и артист эстрады

### Февраль
- 2 февраля — Тео Марциальc[англ.] (69) — британский певец, поэт и композитор
- 5 февраля — Франсуа Борн (79) — французский флейтист и композитор
- 11 февраля — Габи Деслис[фр.] (38) — французская певица, танцовщица и актриса
- 12 февраля
  - Сигизмунд Блуменфельд (67) — русский композитор, певец, пианист и музыкальный педагог
  - Эмиль Соре (67) — французский скрипач, композитор и музыкальный педагог
- 16 февраля — Евгений Букке (42) — русский композитор, музыкант, дирижёр, хормейстер и музыкальный педагог
- 23 февраля — Александр Ильинский (61) — русский композитор и педагог

### Март
- 12 марта — Юлиус Бутс (68) — немецкий дирижёр, пианист и композитор
- 20 марта — Ева Майлотт[англ.] (45) — австралийская оперная певица (контральто)

### Апрель
- 4 апреля — Карл Бом[нем.] (75) — немецкий пианист и композитор
- 8 апреля — Чарльз Гриффис[англ.] (35) — американский композитор

### Май
- 20 мая — Эмиль Абраньи (89) — венгерский поэт, переводчик, журналист и либреттист
- 25 мая — Георг Ярно (51) — венгерский композитор
- 28 мая — Хардвик Роунсли[англ.] (68) — британский священник и поэт

### Июнь
- 27 июня — Адольф-Базиль Рутье (81) — канадский судья и поэт, автор французской версии национального гимна Канады

### Июль
- 26 июля — Карлос Тройер[англ.] (83) — американский композитор

### Август
- 13 августа — Карлос Хартлинг[исп.] (50) — немецкий и гондурасский композитор, автор музыки национального гимна Гондураса
- 29 августа — Густав Йеннер (54) — немецкий композитор и дирижёр

### Сентябрь
- 16 сентября — Дан Андерссон (32) — шведский писатель, поэт и композитор
- 18 сентября — Алексей Афромеев (52) — русский издатель музыкальных журналов
- 30 сентября — Карло Буонамичи (45) — американский пианист итальянского происхождения

### Октябрь
- 2 октября — Макс Брух (82) — немецкий композитор и дирижёр
- 16 октября — Алберту Непомусену (56) — бразильский композитор, дирижёр, пианист, органист, скрипач и педагог

### Декабрь
- 6 декабря — Карел Коваржовиц (57) — чешский и чехословацкий композитор, дирижёр, арфист, музыковед и музыкальный педагог
- 14 декабря — Джордж Гэскин[англ.] (57) — американский певец ирландского происхождения
- 20 декабря — Ольга Агренева-Славянская (72/73) — русская фольклористка, этнограф и музыкант
- 22 декабря — Руперт Беккер (90) — немецкий скрипач
- 29 декабря — Порфирий Баженский (84) — русский композитор, фольклорист и музыковед
- 31 декабря — Палока Курти[алб.] (60) — албанский композитор и дирижёр

### Без точной даты
- Григорий Алчевский (53/54) — русский композитор, музыкальный педагог и камерный певец
- Богомир Корсов (74/75) — русский оперный певец (баритон)
- Анисья Булахова (87/88) — русская оперная певица (сопрано)